# How Long, How Long Blues
«How Long, How Long Blues» (также известен как «How Long Blues» или «How Long How Long») — блюзовый стандарт записанный в 1928 году американским блюзовым дуэтом в который входили Лерой Карр и Скраппер Блэквел. Запись стала бестселлером (больше миллиона копий) и одним из первых блюзовых стандартов вдохновивших множество музыкантов того времени. Песня впоследствии была записана многими исполнителями не только блюза, но также кантри, поп и джаз группами.

## Песня
Основой «How Long, How Long Blues» послужила песня «How Long Daddy», записанная в 1925 году блюзовыми исполнителями Идой Кокс и Папой Чарли Джексоном. Лерой Карр (вокал и пианино) и Скараппер Блэквелл (гитара) записали песню в Индианаполисе, Индиане 19 июня 1928 года для Vocation Records, вскоре как они начали исполнять вместе. «How Long, How Long Blues» это блюз в ключе Ми, умеренно медленного темпа, со структурой 8 бар и размера 4/4.
Музыка Карра и Блэквелла, в отличие от сельского и кантри стилей своих предшественников, отражает более продвинутый, «городской» и сложный блюз. Карр играет экспрессивно, его высокий голос эмоцианален, плавный с чистой дикцией. Блэквелл в свою очередь поддерживает четкий ритм c добавлением мелодичных джазовых и блюзовых мотивов.
«How Long, How Long Blues» был самым большим хитом Карра и Блэквелла. Впоследствии было записано несколько версий этого блюза. В том числе: «How Long, How Long Blues, Part 2», «Part 3», «How Long Has That Evening Train Been Gone», «New How Long, How Long Blues». При неизмененной структуре песни, Карр пробует различные вариации текстов.

## Наследие
Глубокая и задумчивая мелодия «How Long, How Long Blues» сподвигла сотни последующих исполнителей на свою версию этого блюза. Мадди Уотерс как то упомянул что это был первый блюз Карра который он выучил.
В 1988 году «How Long, How Long Blues» была внесена в Зал славы блюза в категорию «Классика Блюза — Синглы или Альбомные записи». В 2012 году песню также внесли в Зал славы премии «Грэмми» в качестве записи исторического значения.